# Fúrmanove
Fúrmanove (en (ucraïnès): Фурманове) és un poble de la República Autònoma de Crimea a Ucraïna, que el 2014 tenia 97 habitants. Pertany al districte rural de Saki. Fins al 1948 la vila es deia Mamut-Bai.